# Кочеток (38644412116)
Кочеток — хутор в Фатежском районе Курской области России. Входит в состав Большежировского сельсовета.

## География
Хутор находится на реке Большая Курица (правый приток Сейма), в 107 км от российско-украинской границы, в 32 км к северо-западу от Курска, в 15 км к юго-востоку от районного центра — города Фатеж, в 7 км от центра сельсовета — села Большое Жирово.
Климат
Кочеток, как и весь район, расположен в поясе умеренно континентального климата с тёплым летом и относительно тёплой зимой (Dfb в классификации Кёппена).
Часовой пояс
Хутор Кочеток, как и вся Курская область, находится в часовой зоне МСК (московское время). Смещение применяемого времени относительно UTC составляет +3:00.

## Население
| 2002 | 2010 |
| ---- | ---- |
| 49   | ↘22  |

## Инфраструктура
Личное подсобное хозяйство. В хуторе 42 дома.

## Транспорт
Кочеток находится в 7,5 км от автодороги федерального значения М2 «Крым» (Москва — Тула — Орёл — Курск — Белгород — граница с Украиной) как часть европейского маршрута E105, в 17 км от автодороги регионального значения 38К-018 (Курск — Поныри), при автодороге 38К-039 (Фатеж — 38К-018), в 22,5 км от ближайшего ж/д остановочного пункта 517 км (линия Орёл — Курск).
В 155 км от аэропорта имени В. Г. Шухова (недалеко от Белгорода).